# Cantonul Quimperlé
Cantonul Quimperlé este un canton din arondismentul Quimper, departamentul Finistère, regiunea Bretania, Franța.

## Comune
- Baye
- Clohars-Carnoët
- Mellac
- Quimperlé (reședință)
- Tréméven